# Ampicillin
Az ampicillin félszintetikus penicillin (béta-laktám antibiotikum), amely az antibiotikum koncentrációtól, illetve az egyes baktériumfajtától függően baktericid, illetve bakteriosztatikus hatást fejt ki. Mint béta-laktám antibiotikum, penicillinkötő fehérjékhez kapcsolódva inaktiválja a baktériumsejtfal felépítésében szerepet játszó peptidázokat. Szerkezetében, mint aminopenicillin egy aminocsoport kapcsolódik a penicillin lapstruktúrához, így néhány Gram-negatív baktérium fehérjeburokkal védett membránján is át tud hatolni. Ezzel hatásspektruma szélesebb, mint a penicilliné.
A Ph. Hg. VIII.-ban három formában hivatalos:
- Ampicillin-nátrium (Ampicillinum natricum)[3]
- Ampicillin-trihidrát (Ampicillinum trihydricum)[3]
- Ampicillin, vízmentes[3]

## Készítmények
- Semicillin 250 mg kapszula (Sanofi)[4]
- Semicillin 500 mg kapszula (Sanofi)[4]
- Standacillin 1 g por injekcióhoz (Sandoz) [5]